# Kowary Ściegny
Kowary Ściegny – zlikwidowany przystanek osobowy. Został otworzony 5 czerwca 1905 roku. Pierwsza nazwa to Wagnerberg. W 1945 roku został przemianowany najpierw na Woźnick a następnie na Kowary Ściegny. 5 marca 1986 roku stacja została zamknięta, a przed 28 listopada 2005 całkowicie zlikwidowana.